# طالب بن عصمة
طالب بن عصمة، أندلسي ذكره أبو محمد الحسن بن إسماعيل في الرواة عن مالك. 
وأخبرنا الحسن بن إسماعيل وكتب لي بخطه قال: حدثنا عمر بن الربيع بن سليمان قال: حدثني أحمد بن إبراهيم قال: أنشدني طالب بن عصمة الأندلسي يمدح مالك بن أنس: «إمام الورى في الهدى والسمت. وفي الفقه والآثار، ما إن يدارك فآراؤه في الفقه يسطع نورها، وآثاره يهدي العباد وميضها، له من ذرى العلم السنام وشلوه؛ وتسهل في إيضاحهن المسالك لعمري كما تهدي النجوم الشوابك وفي سائر الناس».